# طريقة مكنزي
طريقة مكنزي
طريقة مكنزي( التشخيص والمعالجة الميكانيكية - MDT) هو أسلوب شامل للرعاية المستخدمة أساساً في العلاج الطبيعي.
المعالج الطبيعي النيوزلندي روبن مكنزي، (1931-2013) ، طوّر هذه الطريقة في آخر عقد الخمسينيات. في عام 1981 قام بطرح المصطلح باسم التشخيص والمعالجة الميكانيكية (MDT)– يشمل تقييم وتشخيص ومعالجة العمود الفقري وأطراف الجسم، لم تصنف الطريقة شكاوي المرضى بناءً على الأساس التشريحي،  ولكن تم التصنيف بناءً على الأعراض السريرية للمرضى.
تُدَرَسْ الطريقة حالياً في جميع أنحاء العالم.

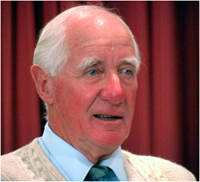
مكنزي

## الاستراتيجية
تستخدم طريقة التشخيص والمعالجة الميكانيكية أساساً استراتيجيات المعالجة الذاتية، وتقلل من إجراءات المعالجة اليدوية، في حال أن برنامج المعالجة الذاتية الفردية لم يكن فعال تماماً يتم دعم المريض بإجراءات لا فاعلة بوجود معالج مدرب بطريقة مكنزي.
يذكر مكنزي أن المعالجة الذاتية هي أفضل طريقة لتحقيق تحسن دائم في حالات ألم أسفل الظهر وألم الرقبة.

## طريقة التشخيص
في هذا السياق، تمركز الألم خلال التقييم والعلاج هو ظاهرة مهمة في التشخيص. في حال التمركز، الألم في أطراف الجسم يرجع إلى العمود الفقري. قد يكون شعور الألم أكثر شدة. إذا تمركز الألم، فهي علامة إيجابية لتشخيص المرض، وكشف اتجاه الأفضلية يقود للمزيد من المعالجة. وُجد في دراسة منهجية عام 2012 أن التمركز في الفقرات القَطنية ترتبط بتشخيص أفضل للشفاء من حيث الألم، والعجز (قصير أو طويل المدى )، واحتمالية الخضوع لعملية في السنة القادمة. وأثبتت أبحاث سريرية موثوقية طريقة تقييم مكنزي. استخدام تحليل الحركة كأداة تشخيصية في طريقة مكنزي. 4,12

## الفعالية
وفقاً لدراسة تحليل تجميعي من التجارب السريرية عام 2006، المعالجة بطريقة مكنزي فعّآلة إلى حد ما لآلام الظهر الحادة، ولكن الدراسة تشير إلى أنها ليست فعّآلة لآلام الظهر المزمنة. وفي دراسة منهجية عام 2012 وافقت هذه النتائج، وُجد فيها ان التمركز يتكرر أكثر في حالة مرضى الآلام الحادة بنسبة 74% مقارنة بمرضى الآلام دون الحادة 50% ومرضى الآلام المزمنة 40%. أيضاً، وُجد أن التمركز شائع أكثر عند المرضى الأقل عمراً. التمركز في الفقرات العنقية لوحظ عند 37% من المرضى فقط.
هناك أيضاً العديد من المراجعات في الدراسات المنشورة.

## معدل الانتشار بسبب الاستخدام
طريقة مكنزي شائعة الاستخدام عالمياً في التشخيص  وفي علاج آلام أسفل الظهر،  وآلام الرقبة  وشكاوي المفاصل الطرفية.

## روابط خارجية
•	McKenzie Institute International
•	McKenzie Institute International education platform